# Anton Hye von Gluneck

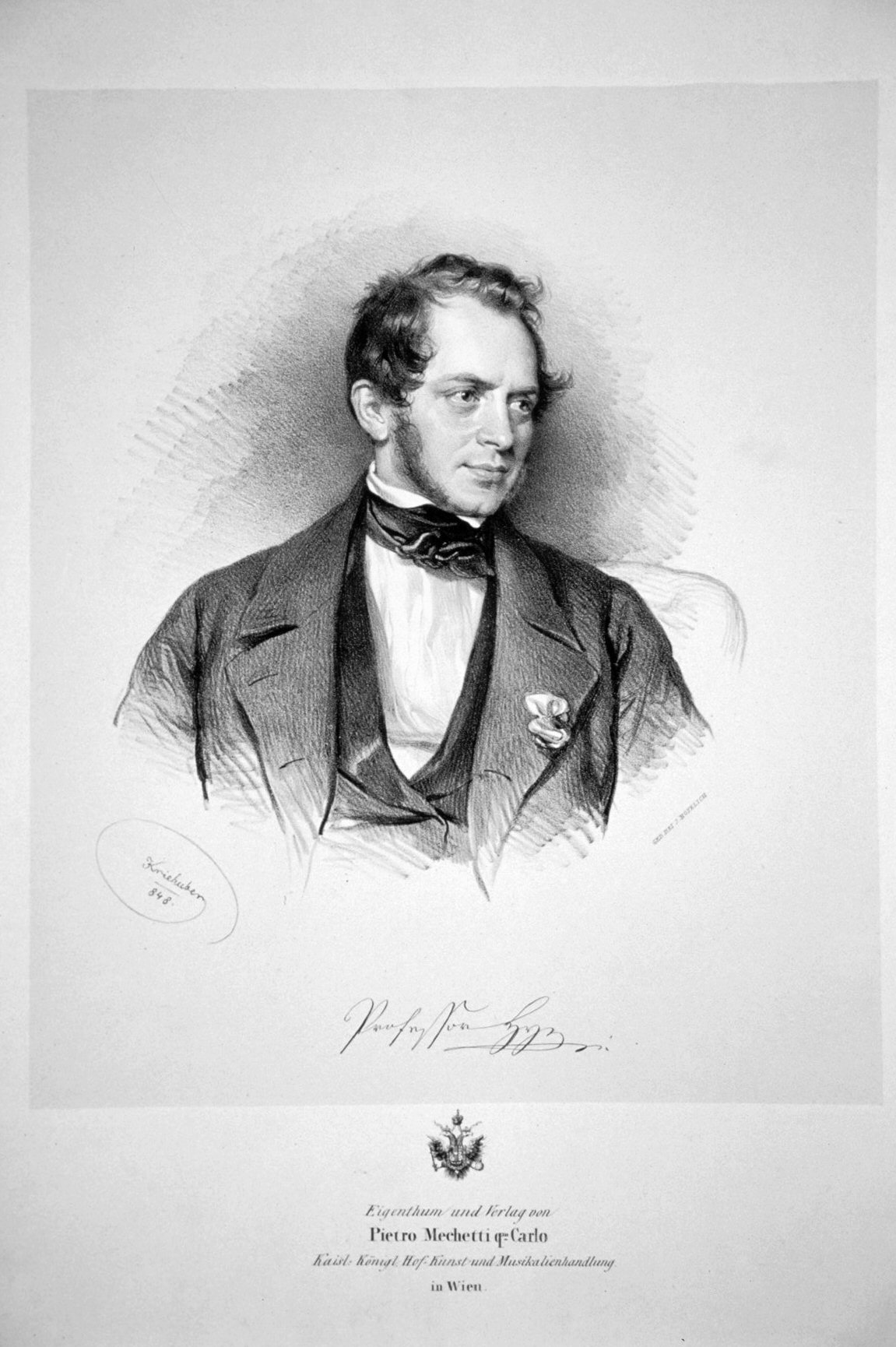
Anton Hye, Lithographie von Josef Kriehuber, 1848

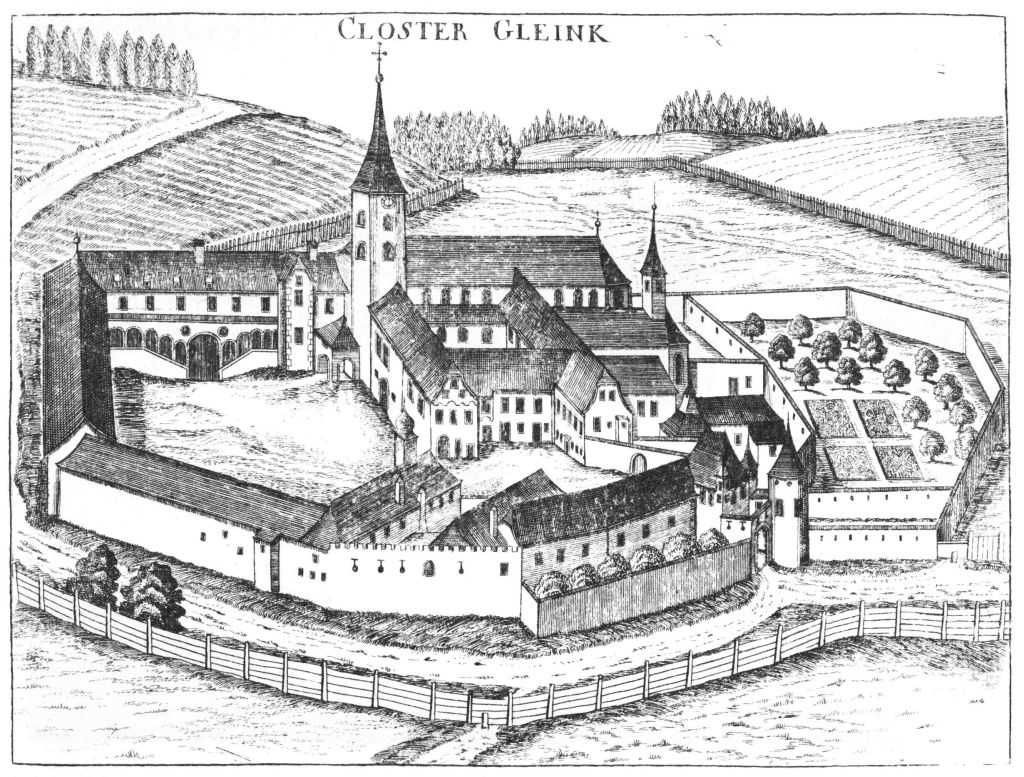
Kloster Gleink nach einem Stich von Georg Matthäus Vischer von 1674

Anton Freiherr Hye von Gluneck (auch Glunek; * 26. Mai 1807 in Gleink bei Steyr; † 8. Dezember 1894 in Wien) war ein österreichischer Jurist und Politiker.

## Biographie

### Ausbildung und akademische Laufbahn
Hye war der Sohn des Franz Hye, eines Beamten der k.k. Religionsfonds-Herrschaft Gleink, in der heute zu Steyr gehörenden Ortschaft Neustiftl geboren. Seine Mutter war eine Verwandte des Linzer Bischofs Joseph Anton Gall sowie des Phrenologen Franz Joseph Gall. Hye blieb zeitlebens seiner Heimat eng verbunden, so wählte er später sein  Prädikat "von Gluneck" nach einem älteren Namen für Gleink und verbrachte auch als Spitzenbeamter in Wien fast jeden Urlaub in Oberösterreich. Nach der Volksschule besuchte er das Stiftsgymnasium Kremsmünster. Er studierte Rechtswissenschaften an der Universität Wien und promovierte dort 1831 zum Dr. jur.
Nach der Gerichtspraxis beim Magistrat Steyr war er ab 1832 Supplent an der Lehrkanzel des Natur- u. des österr. Kriminalrechts, ab 1834 Archivar der juridischen Fakultät der Universität Wien. Von 1835 bis 1854 war er Professor am Theresianum, 1842 bis 1854 ordentlicher Professor der Wiener Universität. 1848 war er einige Tage  Oberanführer sämtlicher Studentencorps und überreichte 1848 die Studentenpetition bei Hof, zog sich aber kurz darauf wegen der fortschreitenden Radikalisierung der studentischen Bewegung von der Akademischen Legion zurück und befürwortete später ihre  Auflösung.

### Tätigkeit im Justizministerium
Noch 1848 wurde Hye zum Generalsekretär des Justizministeriums ernannt, blieb aber zugleich bis 1854 Professor der Wiener Universität. 1849 wurde er Ministerialrat im Justizministerium und Redakteur der Österreichischen Reichsgesetzblätter. Als Mitarbeiter des Justizministeriums war er an den wichtigsten legislativen Arbeiten seiner Zeit führend beteiligt, so gelten das Pressegesetz von 1849, die Strafgesetze von 1852 und 1861 sowie die Strafprozeßordnung von 1853 als im Wesentlichen sein Werk. Hye wirkte auch an der Neugestaltung des Militärstrafgesetzbuches grundlegend mit. 1857 wurde Hye zum Leiter der legislativen Sektion des  Justizministeriums bestellt. 1859 erhielt er den Rang eines Sektionschefs und 1865 den Titel eines Geheimen Rates. Ebenso 1865 wurde er Generalinspektor des gesamten Gefängniswesens. Von Juni bis Dezember 1867 gehörte er der Regierung Beust als Justizminister an.
Hye wurde 1869 zum Mitglied des Herrenhauses sowie des Reichsgerichtes ernannt, 1871–1872 war er Rektor der Universität Wien. Er war Obmann der Juridischen Kommission des Herrenhauses und Gründungsmitglied des Juridisch-Politischen Lesevereins in Wien.
Hye war verheiratet und hatte fünf Kinder. Seine Tochter Eugenie (1861–1941) heiratete 1892 den k.u.k. Offizier Hermann Kövess von Kövesshaza (1854–1924). Freiherr Hye von Gluneck liegt begraben in Steinhaus bei Wels.

## Auszeichnungen
- 1854: Ritterkreuz des Leopold-Ordens sowie – aufgrund der damals gültigen Ordensstatuten – Erhebung in den Ritterstand unter dem Namen Ritter Hye von Gluneck nach der alten Bezeichnung seines Geburtsortes Gleink.
- 1869: Großkreuz des Ordens der Eisernen Krone, aufgrund der Ordensstatuten Erhebung in den Freiherrenstand
- 1886: Ehrenbürger von Wien
- 1886: Kanzler des Ordens der Eisernen Krone
- 1893: Großkreuz des Leopold-Ordens

Im Jahr 1910 wurde in Wien-Landstraße (3. Bezirk) die Hyegasse nach ihm benannt.

## Wappen
Wappen nach dem Ritterstands-Diplom vom 2. Juli 1854: Gespalten; rechts in blauem, mit goldenen Sternen bestreuten Feld eine goldene Themis mit verbundenen Augen, ein Schwert in der rechten, eine Waage in der linken Hand, auf einer schwebenden silbernen Erdkugel vorwärts gestellt; links geteilt, oben in Gold ein natürliches dreiblättriges Kleeblatt (= Wappen von Stift Gleink), unten in Silber ein natürlicher einwärts schreitender Hahn (= Wappen der Familie Gall). Zwei gekrönte Turnierhelme: rechts eine halb nach einwärts gerichtete natürliche Eule; links drei Straußfedern (golden-blau-silbern). Helmdecken blau-golden, blau-silbern. Devise: „Fiat justitia ne pereat mundus“ in goldener Schrift auf blauem Band. 

Wappen nach der Erhebung in den Freiherrenstand am 12. August 1869: Geviert mit Herzschild; darin in Gold zwei verschränkte, an ihren Enden eingebogene Hälften einer eisernen Kette; 1 und 4 in Gold vier schräge rechte schwarze Balken; 2 und 3 in Blau ein natürlicher Kranich. Eingeschobene Freiherrenkrone. Drei gekrönte Turnierhelme: rechts ein geschlossener, vorne goldener, mit einem goldenen Stern durchbrochenen schwarzen Balken belegter, hinten schwarzer offener Flug; mittig ein schwarzer rotbezungter Adler; links ein geschlossener, vorne silberner, mit natürlichem dreiblättrigem Kleeblatt (= Wappen von Stift Gleink) belegter, hinten blauer Flug. Helmdecken schwarz-golden, schwarz-golden, blau-silbern. Schildhalter: zwei goldene Greifen. Devise: „Fiat justitia ne pereat mundus“ in goldener Schrift auf blauem Band.

## Nachlass
Teile seines schriftlichen Nachlasses befinden sich in der National Library of Israel in Jerusalem.